# Marc-André ter Stegen
Marc-André ter Stegen (Mönchengladbach, 30 april 1992) is een Duits voetballer die als doelman speelt voor FC Barcelona. Ter Stegen debuteerde in 2012 in het Duits voetbalelftal.

## Clubcarrière

### Borussia Mönchengladbach
Ter Stegen speelde vanaf 1996 bij Borussia Mönchengladbach, waar hij begon in de jeugdopleiding. In 2009 tekende hij er een profcontract. Zijn debuut voor het eerste elftal maakte hij op 10 april 2011 in de derby tegen 1. FC Köln. In acht wedstrijden tot het einde van het seizoen kreeg hij slechts vier doelpunten tegen en hield hij viermaal de nul. Zijn prestaties in de daaropvolgende wedstrijden in de Bundesliga en de nacompetitie tegen VfL Bochum leverden hem een plaats als eerste keus onder coach Lucien Favre op. In het seizoen 2011/12 keepte hij alle wedstrijden in de competitie en de beker. In 39 wedstrijden kreeg hij slechts 26 tegendoelpunten en hield hij in 18 wedstrijden zijn doel schoon. Dat seizoen klom Gladbach na een vierde plek, ten opzichte van een zestiende plek het jaar ervoor. 
De kwalificatie voor deelname aan de Champions League ging verloren tegen FC Dynamo Kiev en in de Europa League werd het uitgeschakeld door Lazio Roma. Hij miste dat seizoen slechts een van de 46 wedstrijden. In zijn laatste seizoen speelde hij opnieuw alle wedstrijden. Hij kwam tot 127 wedstrijden voor Borussia Mönchengladbach.

### FC Barcelona
Na drieënhalf seizoen en meer dan honderd wedstrijden in het doel van Borussia Mönchengladbach wilde Ter Stegen zijn medio 2015 aflopende contract niet verlengen. Ruim een jaar voor zijn verbintenis afliep, klopte FC Barcelona bij hem aan met een aanbieding om daar vertrekkend doelman Víctor Valdés op te volgen. Ter Stegen tekende daarop in mei 2014 een vijfjarig contract bij de Spaanse club. In zijn eerste seizoen speelde hij er geen enkele competitiewedstrijd: in La Liga, die door Barcelona gewonnen werd, stond Claudio Bravo steevast onder de lat. Daarentegen speelde Ter Stegen wel elke wedstrijd in de Copa del Rey, die Barcelona ook won. Ook was hij de vaste keeper van Barcelona in de Champions League. Hij stond elke wedstrijd in doel en speelde dus ook de finale tegen Juventus. Hierin slikte hij een doelpunt van Morata, maar Barcelona wist met 3-1 te winnen en had zo de treble beet.
In het seizoen 2015/16 pikte Ter Stegen zijn eerste competitiewedstrijden mee. Hij speelde 26 wedstrijden in alle competities. Na het vertrek van Bravo naar Manchester City in augustus 2016 werd hij definitief eerste keuze bij Barcelona. Met sterke prestaties die regelmatig het verschil maakten profileerde hij zich als een van de beste en meest betrouwbare doelmannen ter wereld. In het seizoen 2017/18 werd Ter Stegen opnieuw kampioen van Spanje, hij stond in 37 van de 38 competitiewedstrijden onder de lat. Hij zag ondertussen hoe Barcelona met reservedoelman Jasper Cillessen de beker won. Het jaar erop werd Ter Stegen opnieuw landskampioen. 
Op 14 augustus 2020 stond Ter Stegen onder de lat in de door de coronapandemie uitgestelde kwartfinale van de Champions League tegen Bayern München. Net als zijn teamgenoten presteerde Ter Stegen ver onder niveau en hij slikte liefst acht doelpunten, onder meer van landgenoot Thomas Müller en Barça-huurling Coutinho. De historische nederlaag veroorzaakte een ware kentering binnen FC Barcelona, die er onder andere toe leidde dat trainer Setién na acht maanden alweer buitengegooid werd en sterspeler Lionel Messi dreigde te vertrekken. Ter Stegen zelf pikte kort na de wedstrijd een knieblessure op en miste zo de start van het nieuwe seizoen. Ter Stegen verlengde in 2020 tot medio 2025. Het seizoen 2020/21 was Barcelona kansloos in strijd om de titel, maar won het wel de beker. Ditmaal was het wel Ter Stegen die vanaf de kwartfinale keepte en in de finale de nul hield in een 4-0 overwinning op Athletic Bilbao. Na een seizoen zonder prijzen won Ter Stegen in 2023 voor de vijfde maal de Spaanse competitie onder nieuwe trainer en oud-ploeggenoot Xavi Hernández. In augustus 2023 verlengde hij nogmaals tot medio 2028. 
Op 21 september 2024, tijdens een wedstrijd in de Primera División tegen Villarreal, scheurde Ter Stegen de patellapees in zijn rechterknie. Hierdoor zal hij niet meer in actie komen in het seizoen 2024/25. Na een herstelperiode van zeven maanden keerde Ter Stegen terug in de selectie voor de Copa del Rey-finale, waarin Barcelona op 27 april 2025 met 3-2 won van Real Madrid. 

## Clubstatistieken
| Seizoen         | Club                        | Competitie        | Competitie | Competitie | Beker | Beker | Internationaal | Internationaal | Overig | Overig | Totaal | Totaal |
| Seizoen         | Club                        | Competitie        | Wed.       | Dlp.       | Wed.  | Dlp.  | Wed.           | Dlp.           | Wed.   | Dlp.   | Wed.   | Dlp.   |
| --------------- | --------------------------- | ----------------- | ---------- | ---------- | ----- | ----- | -------------- | -------------- | ------ | ------ | ------ | ------ |
| 2009/10         | Borussia Mönchengladbach II | Regionalliga West | 3          | 0          | 0     | 0     | –              | –              | 0      | 0      | 3      | 0      |
| 2010/11         | Borussia Mönchengladbach II | Regionalliga West | 15         | 0          | 0     | 0     | –              | –              | 0      | 0      | 15     | 0      |
| 2010/11         | Borussia Mönchengladbach    | Bundesliga        | 6          | 0          | 0     | 0     | 0              | 0              | 2      | 0      | 8      | 0      |
| 2011/12         | Borussia Mönchengladbach    | Bundesliga        | 34         | 0          | 5     | 0     | 0              | 0              | 0      | 0      | 39     | 0      |
| 2012/13         | Borussia Mönchengladbach    | Bundesliga        | 34         | 0          | 2     | 0     | 9              | 0              | 0      | 0      | 45     | 0      |
| 2013/14         | Borussia Mönchengladbach    | Bundesliga        | 34         | 0          | 1     | 0     | 0              | 0              | 0      | 0      | 35     | 0      |
| 2014/15         | FC Barcelona                | Primera División  | 0          | 0          | 8     | 0     | 13             | 0              | 0      | 0      | 21     | 0      |
| 2015/16         | FC Barcelona                | Primera División  | 7          | 0          | 7     | 0     | 10             | 0              | 2      | 0      | 26     | 0      |
| 2016/17         | FC Barcelona                | Primera División  | 36         | 0          | 1     | 0     | 9              | 0              | 0      | 0      | 46     | 0      |
| 2017/18         | FC Barcelona                | Primera División  | 37         | 0          | 0     | 0     | 9              | 0              | 2      | 0      | 48     | 0      |
| 2018/19         | FC Barcelona                | Primera División  | 35         | 0          | 2     | 0     | 11             | 0              | 1      | 0      | 49     | 0      |
| 2019/20         | FC Barcelona                | Primera División  | 36         | 0          | 2     | 0     | 8              | 0              | 0      | 0      | 46     | 0      |
| 2020/21         | FC Barcelona                | Primera División  | 31         | 0          | 4     | 0     | 5              | 0              | 2      | 0      | 42     | 0      |
| 2021/22         | FC Barcelona                | Primera División  | 35         | 0          | 1     | 0     | 12             | 0              | 1      | 0      | 49     | 0      |
| 2022/23         | FC Barcelona                | Primera División  | 38         | 0          | 3     | 0     | 7              | 0              | 2      | 0      | 50     | 0      |
| 2023/24         | FC Barcelona                | Primera División  | 28         | 0          | 0     | 0     | 8              | 0              | 0      | 0      | 36     | 0      |
| Carrière totaal | Carrière totaal             | Carrière totaal   | 409        | 0          | 36    | 0     | 101            | 0              | 12     | 0      | 557    | 0      |

Bijgewerkt tot en met 23 juni 2024.

## Interlandcarrière
Ter Stegen maakte op 26 mei 2012 zijn debuut in het doel van het Duits voetbalelftal, in een met 5–3 verloren oefeninterland tegen Zwitserland. Eerder maakte hij deel uit van Duitsland –17, Duitsland –19 en Duitsland –21. Met Duitsland –17 won hij in de finale van het Europees kampioenschap in 2009 met 2–1 van Nederland. Ter Stegen speelde dat jaar ook het wereldkampioenschap voetbal –17 in Nigeria, waar zijn team in de achtste finale werd uitgeschakeld door de latere toernooiwinnaar Zwitserland.
Hij was een van de vier spelers, die op maandag 28 mei 2012 op het laatste moment afvielen in de selectie van de Duitse bondscoach Joachim Löw voor het EK voetbal 2012 in Oekraïne en Polen. De andere drie afvallers bij het trainingskamp in de Franse plaats Tourrettes waren Sven Bender, Julian Draxler en Cacau.
Op 17 mei 2016 werd Ter Stegen opgenomen in de selectie van Duitsland voor het Europees kampioenschap 2016 in Frankrijk. Duitsland werd in de halve finale uitgeschakeld door Frankrijk (0–2), na in de eerdere twee knock-outwedstrijden Slowakije (3–0) en Italië (1–1, 6–5 na strafschoppen) te hebben verslagen. Ter Stegen kwam niet in actie. In juni 2017 nam Ter Stegen met Duitsland deel aan de FIFA Confederations Cup 2017, die werd gewonnen door in de finale Chili te verslaan (1–0).
Ter Stegen maakte eveneens deel uit van de Duitse selectie, die onder leiding van bondscoach Joachim Löw deelnam aan de WK-eindronde 2018 in Rusland. Daar werd Die Mannschaft voortijdig uitgeschakeld. De ploeg strandde in de groepsfase, voor het eerst sinds het wereldkampioenschap 1938, na nederlagen tegen Mexico (0–1) en Zuid-Korea (0–2). In groep F werd alleen van Zweden (2–1) gewonnen, al kwam die zege pas tot stand in de blessuretijd. Ter Stegen was een van de drie spelers, naast collega-keeper Kevin Trapp en Matthias Ginter, die geen minuut in actie kwam tijdens het toernooi.
Ter Stegen werd op 8 juni 2024 door bondscoach Julian Nagelsmann opgenomen in de Duitse selectie voor het EK 2024 in eigen land. Duitsland werd groepswinnaar in een groep met Schotland, Hongarije en Zwitserland en won in de achtste finales van Denemarken (2–0), maar werd in de kwartfinales na een verlenging uitgeschakeld door Spanje (2–1). Ter Stegen kwam op het toernooi in actie.
| Interlands van Marc-André ter Stegen voor Duitsland | Interlands van Marc-André ter Stegen voor Duitsland | Interlands van Marc-André ter Stegen voor Duitsland | Interlands van Marc-André ter Stegen voor Duitsland | Interlands van Marc-André ter Stegen voor Duitsland | Interlands van Marc-André ter Stegen voor Duitsland | Interlands van Marc-André ter Stegen voor Duitsland |
| №                                                   | Datum                                               | Wedstrijd                                           | Uitslag                                             | Soort wedstrijd                                     | Doelpunten                                          |                                                     |
| Als speler bij Borussia Mönchengladbach             | Als speler bij Borussia Mönchengladbach             | Als speler bij Borussia Mönchengladbach             | Als speler bij Borussia Mönchengladbach             | Als speler bij Borussia Mönchengladbach             | Als speler bij Borussia Mönchengladbach             | Als speler bij Borussia Mönchengladbach             |
| --------------------------------------------------- | --------------------------------------------------- | --------------------------------------------------- | --------------------------------------------------- | --------------------------------------------------- | --------------------------------------------------- | --------------------------------------------------- |
| 1.                                                  | 26 mei 2012                                         | Zwitserland – Duitsland                             | 5 – 3                                               | Vriendschappelijk                                   |                                                     |                                                     |
| 2.                                                  | 15 augustus 2012                                    | Duitsland – Argentinië                              | 1 – 2                                               | Vriendschappelijk                                   |                                                     |                                                     |
| 3.                                                  | 2 juni 2013                                         | Verenigde Staten – Duitsland                        | 4 – 3                                               | Vriendschappelijk                                   |                                                     |                                                     |
| 4.                                                  | 13 mei 2014                                         | Duitsland – Polen                                   | 0 – 0                                               | Vriendschappelijk                                   |                                                     |                                                     |
| Als speler bij FC Barcelona                         |                                                     |                                                     |                                                     |                                                     |                                                     |                                                     |
| 5.                                                  | 29 maart 2016                                       | Duitsland – Italië                                  | 4 – 1                                               | Vriendschappelijk                                   |                                                     |                                                     |
| 6.                                                  | 29 mei 2016                                         | Duitsland – Slowakije                               | 1 – 3                                               | Vriendschappelijk                                   |                                                     |                                                     |
| 7.                                                  | 31 augustus 2016                                    | Duitsland – Finland                                 | 2 – 0                                               | Vriendschappelijk                                   |                                                     |                                                     |
| 8.                                                  | 11 november 2016                                    | San Marino – Duitsland                              | 0 – 8                                               | Kwalificatie WK 2018                                |                                                     |                                                     |
| 9.                                                  | 22 maart 2017                                       | Duitsland – Engeland                                | 1 – 0                                               | Vriendschappelijk                                   |                                                     |                                                     |
| 10.                                                 | 10 juni 2017                                        | Duitsland – San Marino                              | 7 – 0                                               | Kwalificatie WK 2018                                |                                                     |                                                     |
| 11.                                                 | 22 juni 2017                                        | Chili – Duitsland                                   | 1 – 1                                               | Confederations Cup                                  |                                                     |                                                     |
| 12.                                                 | 25 juni 2017                                        | Kameroen – Duitsland                                | 1 – 3                                               | Confederations Cup                                  |                                                     |                                                     |
| 13.                                                 | 29 juni 2017                                        | Mexico – Duitsland                                  | 1 – 4                                               | Confederations Cup                                  |                                                     |                                                     |
| 14.                                                 | 2 juli 2017                                         | Chili – Duitsland                                   | 0 – 1                                               | Confederations Cup                                  |                                                     |                                                     |
| 15.                                                 | 1 september 2017                                    | Tsjechië – Duitsland                                | 1 – 2                                               | Kwalificatie WK 2018                                |                                                     |                                                     |
| 16.                                                 | 4 september 2017                                    | Duitsland – Noorwegen                               | 6 – 0                                               | Kwalificatie WK 2018                                |                                                     |                                                     |
| 17.                                                 | 5 oktober 2017                                      | Noord-Ierland – Duitsland                           | 1 – 3                                               | Kwalificatie WK 2018                                |                                                     |                                                     |
| 18.                                                 | 10 november 2017                                    | Engeland – Duitsland                                | 1 – 1                                               | Vriendschappelijk                                   |                                                     |                                                     |
| 19.                                                 | 23 maart 2018                                       | Duitsland – Spanje                                  | 1 – 1                                               | Vriendschappelijk                                   |                                                     |                                                     |
| 20.                                                 | 8 juni 2018                                         | Duitsland – Saoedi-Arabië                           | 2 – 1                                               | Vriendschappelijk                                   |                                                     |                                                     |
| 21.                                                 | 9 september 2018                                    | Duitsland – Peru                                    | 2 – 1                                               | Vriendschappelijk                                   |                                                     |                                                     |
| 22.                                                 | 20 maart 2019                                       | Duitsland – Servië                                  | 1 – 1                                               | Vriendschappelijk                                   |                                                     |                                                     |
| 23.                                                 | 9 oktober 2019                                      | Duitsland – Argentinië                              | 2 – 2                                               | Vriendschappelijk                                   |                                                     |                                                     |
| 24.                                                 | 19 november 2019                                    | Duitsland – Noord-Ierland                           | 6 – 1                                               | Kwalificatie EK 2020                                |                                                     |                                                     |

Bijgewerkt tot en met 17 juni 2020.

## Persoonlijk
De achternaam Ter Stegen is van oorsprong Nederlands en afkomstig van de voorouders van zijn vaders kant.  In 2017 trouwde Ter Stegen met een Nederlandse architecte. Samen kregen zij een zoon. In 2025 gingen ze uit elkaar.

## Erelijst
| FIFA Club World Cup   | 1× | 2015                                                 |
| UEFA Champions League | 1× | 2014/15                                              |
| UEFA Super Cup        | 1× | 2015                                                 |
| Primera División      | 6x | 2014/15, 2015/16, 2017/18, 2018/19, 2022/23, 2024/25 |
| Copa del Rey          | 6x | 2014/15, 2015/16, 2016/17, 2017/18, 2020/21, 2024/25 |
| Supercopa de España   | 4× | 2016, 2018, 2022/23, 2024/25                         |

| Competitie              | Winnaar   | Winnaar   | Runner-up | Runner-up | Derde     | Derde     |
| Competitie              | Aantal    | Jaren     | Aantal    | Jaren     | Aantal    | Jaren     |
| Duitsland               | Duitsland | Duitsland | Duitsland | Duitsland | Duitsland | Duitsland |
| ----------------------- | --------- | --------- | --------- | --------- | --------- | --------- |
| FIFA Confederations Cup | 1×        | 2017      |           |           |           |           |
| Duitsland onder 17      |           |           |           |           |           |           |
| UEFA EK onder 17        | 1×        | 2009      |           |           |           |           |